# Barcău
Barcău eller Bereteu (rumænsk eller Berettyó på ungarsk) er en flod som har sin oprindelse i distriktet Sălaj, Rumænien. Den er omkring 167 km lang med et afvandingsområde på 5.812 km2. :22 Efter at have krydset distriktet Bihor i Rumænien og provinserne Hajdú-Bihar og Békés i Ungarn, løber den ud i Sebes-Körös (rumænsk: Crișul Repede ) nær Szeghalom. Dens længde i Rumænien er 134 km.
Den øvre del af Barcău, opstrøms for Răchita, kaldes lokalt Ștei, Berchesei eller Bărcașu. Strækningen mellem sammenløbene med Răchita og Toplița er lokalt kendt som Tusa. Navnet Barcău bruges kun efter dets sammenløb med Toplița.

## Byer og landsbyer
Følgende byer og landsbyer ligger langs floden Barcău, fra kilden til mundingen: i Rumænien: Valcău de Jos, Boghiș, Nușfalău, Ip, Suplacu de Barcău, Balc, Abram, Marghita, Abrămuț, Sălazd, Sălaz, Tung Kismarja, Pocsaj, Gáborján, Berettyóújfalu, Szeghalom.

## Bifloder
Følgende floder er bifloder til floden Barcău (fra kilden til mundingen):
- Fra venstre: Valea Răchitelor, Toplița, Iaz, Valea Mare, Groapa, Cerăsei, Marca, Borumlaca, Săldăbagiu, Bistra, Valea Albă, Tria, Valea Fânețelor , Almațelor, Almațic, Milațic
- Fra højre: Comăneasa, Ip, Camăr, Curătura, Dijir, Inot, Cheț, Valea Lacului, Făncica, Sânnicolau, Roșiori, Ier